# Пал, Тибор
Тибор Пал (венг. Pál Tibor; род. 15 сентября 1935, Будапешт) — венгерский футболист, игравший на позиции нападающего. Бронзовый призёр Олимпийских игр 1960 года.

## Биография

### Игровая карьера
В течение пяти сезонов Пал играл за клубы из низших дивизионов. В 1958 году перешёл в «Чепель», в составе которого в 1959 году завоевал чемпионский титул.
В 1960 году был включён в состав сборной Венгрии для участия на олимпийском футбольном турнире. Пал сыграл в двух матчах группового этапа со сборными Перу (6:2) и Франции (7:0). В составе венгерской сборной на той летней Олимпиаде завоевал бронзовую медаль.
В 1961 году Пал перешёл в «Вашаш», в составе которого отыграл шесть сезонов. С этим клубом Пал выиграл три чемпионских титула и 2 Кубка Митропы в 1962 и 1965 годах. В январе 1968 года перешёл в «Эдьетертеш», в составе которого играл до 1969 года и завершил футбольную карьеру.

## Достижения
«Чепель»
- Чемпион Венгрии (1): 1958/59

«Вашаш»
- Чемпион Венгрии (3): 1961/62, 1965, 1966
- Обладатель Кубка Митропы (2): 1962, 1965

 Венгрия
- Бронзовый призёр Олимпийских игр (1): 1960